# لما حكيت مريم (فلم)
لما حكيت مريم فيلم لبناني إنتاج عام 2002 من إخراج أسد فولادكار. يقدم معالجة درامية، لقصة زوجين لبنانيين زياد ومريم، يتمتعان بحياة سعيدة، إلا أن ذلك يتغير بعد اكتشاف أن الزوجة مريم مصابة بالعقم.
هذا الفيلم هو أول فيلم طويل للمخرج أسد فولادكار وقد قام بإنتاجه بالتعاون مع الجامعة اللبنانية الأميركية.

## الممثلين
- طلال الجردي بدور زياد
- برناديت حديب بدور مريم
- رينيه الديك بدور أم زياد
- أميّة لحود بدور صديقة مريم

## تقديرات وجوائز
- جائزة أفضل ممثلة لبرناديت حديب في المهرجان السادس للسينما العربية في باريس 2002.[1][2]
- جائزة أفضل فيلم وأفضل ممثلة لبرناديت حديب في أيام قرطاج السينمائية في تونس 2002.[1]
- جائزة أفضل ممثلة لبرناديت حديب وجائزة النقّاد والخنجر الذهبي لأسد فولادكار في مهرجان مسقط للسينما عمان 2003.[1]

## وصلات خارجية
- لما حكيت مريم على موقع IMDb (الإنجليزية)
- لما حكيت مريم على موقع قاعدة بيانات الفيلم (الإنجليزية)
- لما حكيت مريم على موقع ليتربوكسد (الإنجليزية)
- لما حكيت مريم على موقع كينوبويسك (الروسية)

.